# Nome du Couteau

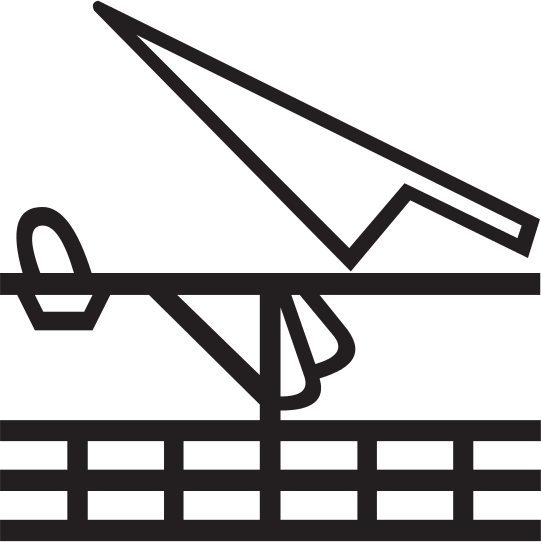
Hiéroglyphe symbole du Nome.

Le nome du Couteau (mdnjt) est l'un des 42 nomes (division administrative) de l'Égypte antique. C'est l'un des vingt-deux nomes de la Haute-Égypte et il porte le numéro vingt-deux.

## Géographie
Ce nome faisait près de 63 km de long selon la liste des nomes de Sésostris Ier. Le nome était situé entièrement sur la rive orientale, au sud du nome de la Muraille blanche (1er de Basse-Égypte), a minina en face du nome inférieur du Laurier rose (21e) et, selon Pierre Montet, en face également du nome supérieur du Laurier rose (20e) et au nord du nome du Faucon aux ailes déployées (18e), tandis que la carte de Michel Dessoudeix fait descendre beaucoup moins au sud le nome du Couteau, le nome supérieur du Laurier rose (20e) s'étendrait en effet sur les deux rives du Nil et formerait la frontière sud nome du Couteau.

## Histoire
L'histoire du nome est peu connue car aucune fouile d'envergure n'y a été menée, y compris à Aphroditopolis, dont les quelques trouvailles fortuites remontent surtout à la XIXe dynastie, le plus ancien élément datant de la XIIIe dynastie (Khâneferrê Sobekhotep).

## Divinités locales

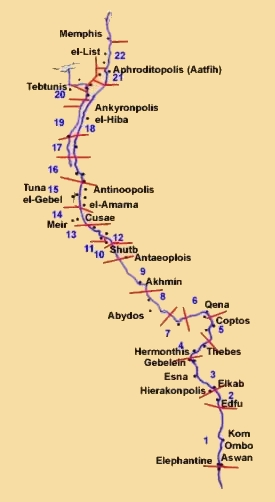
Les nomes de Haute-Égypte

Selon la liste des nomes de Sésostris Ier, les principaux dieux du nomes sont Neith et Sobek. Cependant, à Aphroditopolis, nommée en ancien égyptien Tepet-ihou, soit « la Première des Vaches », la déesse locale était Isis-Hathor, et l'animal sacré une vache blanche couchée prégnante nommée Hésat.

## Lieux principaux
- Aphroditopolis